# Y Tý
Y Tý là một xã biên giới thuộc tỉnh Lào Cai, Việt Nam.

## Địa lý
Xã Y Tý giáp xã A Mú Sung, xã Trịnh Tường, xã Dền Sáng, tỉnh Lai Châu và nước Cộng hoà Nhân dân Trung Hoa.

## Lịch sử
Sau năm 1975, huyện Bát Xát thuộc tỉnh Hoàng Liên Sơn, bao gồm 26 xã: A Lù, A Mú Sung, Bản Qua, Bản Vược, Bản Xèo, Cốc Mỳ, Cốc San, Dền Sáng, Dền Thàng, Đồng Tuyển, Mường Hum, Mường Vi, Nậm Chạc, Nậm Pung, Ngải Thầu, Pa Cheo, Phìn Ngan, Quang Kim, San Cha Chải, San Lùng, Sàng Ma Sáo, Tả Ngảo, Tòng Sành, Trịnh Tường, Trung Lèng Hồ và Y Tý.
Ngày 16 tháng 1 năm 1979: 
- Xã Đồng Tuyển được sáp nhập về thị xã Lào Cai (nay là thành phố Lào Cai)
- Sáp nhập xã San Cha Chải vào xã Y Tý.

Ngày 28 tháng 5 năm 1981: 
- Sáp nhập xã San Lùng vào xã Bản Vược
- Sáp nhập xã Tả Ngảo vào xã Bản Qua
- Sáp nhập thôn Tả Trang của xã Tả Ngảo vào xã Quang Kim.

Ngày 12 tháng 8 năm 1991, tái lập tỉnh Lào Cai từ tỉnh Hoàng Liên Sơn cũ, huyện Bát Xát thuộc tỉnh Lào Cai.
Ngày 28 tháng 5 năm 1994, thành lập thị trấn Bát Xát (thị trấn huyện lỵ huyện Bát Xát) trên cơ sở 149 ha diện tích tự nhiên với 2.495 người của xã Bản Qua.
Ngày 11 tháng 2 năm 2020, Ủy ban Thường vụ Quốc hội ban hành Nghị quyết số 896/NQ-UBTVQH14 về việc sắp xếp các đơn vị hành chính cấp huyện, cấp xã thuộc tỉnh Lào Cai (nghị quyết có hiệu lực từ ngày 1 tháng 3 năm 2020). Theo đó:
- Sáp nhập xã Ngải Thầu vào xã A Lù
- Điều chỉnh 11,90 km² diện tích tự nhiên và 1.923 người của xã Bản Qua vào thị trấn Bát Xát
- Điều chỉnh toàn bộ 19,06 km² diện tích tự nhiên và 4.390 người của xã Cốc San, 2,05 km² diện tích tự nhiên và 650 người thuộc 2 thôn: Kim Thành 1, Kim Thành 2 của xã Quang Kim vào thành phố Lào Cai.

Ngày 16 tháng 6 năm 2025, Ủy ban Thường vụ Quốc hội ban hành Nghị quyết số 1673/NQ-UBTVQH15 về việc sắp xếp các đơn vị hành chính cấp xã của tỉnh Lào Cai năm 2025. Theo đó, sắp xếp toàn bộ diện tích tự nhiên, quy mô dân số của xã A Lù và xã Y Tý thành xã mới có tên gọi là xã Y Tý.

## Du lịch
Từ năm 2010, xã Y Tý (khi đó là huyện Bát Xát) đã triển khai xây dựng và phê duyệt Đề án phát triển du lịch của huyện nhằm khai thác tiềm năng thế mạnh, thúc đẩy chuyển dịch cơ cấu kinh tế của huyện.
Ngày 21/02/2011, UBND tỉnh Lào Cai đã có quyết định công nhận 06 điểm du lịch cộng đồng trên địa bàn huyện: (1) Điểm du lịch Lũng Pô - Nơi sông hồng chảy vào đất việt gắn với bản sắc văn hóa dân tộc H mông tại thôn Lũng Pô II; (2) Điểm du lịch công đồng thôn Lao Chải gắn với văn hóa của người hà nhì đen; (3) Điểm du lịch Cầu thiên sinh; Ngoài ra nhắc đến Y tý là nhắc đến sương mờ che lưng chừng núi và khí hậu mát mẻ và cánh đồng ruộng bậc thang tuyệt đẹp, là điểm đến say đắm lòng người., Dự án rau sạch trồng ở Sân bay. (4) Điểm cụm thôn Trung tâm xã Dền Sáng gắn với văn hóa người Dao đỏ; (5) Điểm du lịch Chợ Mường Hum gắn với văn hóa chợ vùng cao; (6) Điểm du lịch Trung tâm xã Bản Xèo gắn với văn hóa dân tộc Giáy.
Đã đưa vào thử nghiệm khai thác 04 tuyến du lịch: (1) Tuyến Sa pa - Bản Xèo - Mường Hum - Sàng Ma Sáo - Dền Sáng - Y Tý - A Mú Sung- Lào Cai và ngược lại; (2) Tuyến Lào Cai - Bát Xát - Mường Vi - Bản Xèo - Mường Hum - Bản Khoang - Tả giàng phìng - sa pa và ngược lại; (3) Tuyến Sa pa - Bản Xèo - Mường hum - y tý - a lù - A Mú Sung - Trịnh tường - Lào Cai và ngược lại; (4) Tuyến Sa pa - bản xèo - Mường hum - khu chu phìn - phong thổ - lai châu và ngược lại.
Từ năm 2014 Bát Xát tổ chức Lễ hội Rượu trên địa bàn xã Bản Xèo vào tuần đầu sau tết nguyên đán (khoảng 11-12 âm lịch). Tại Lễ hội rượu có đầy đủ các loại rượu của các vùng, miền trên địa bàn xã, có thể kể đến như: Rượu thóc San Lùng, rượu thóc Nậm Pung (sản xuất xã Nậm Pung); Rượu thóc Sim San (Sản xuất xã y Tý) Rượu thóc A Lù (sản xuất ở xã A Lù), rượu thóc Dền sáng (sản xuất ở xã Dền Sáng)... Ngoài ra trong Lễ hội rượu cũng có đầy đủ các sản vật của vùng miền.